# Túmulo dos Cem Degraus
Túmulo dos Cem Degraus (em italiano:  Tomba dei Cento Scalini), conhecida também como Hipogeu de Roma Vecchia e Hipogeu do Tavolato, é um antigo cemitério hipogeu localizado no interior do Parque dos Aquedutos, a poucos metros da ferrovia Roma-Cassino e do aqueduto Água Cláudia, no quartiere Appio-Latino de Roma. 

## História
Esta catacumba foi descoberta em 1876 por Lorenzo Fortunati e passou, especialmente depois da Segunda Guerra Mundial, por uma longa fase de abandono e degradação, a ponto de ter sido encontrada, no interior da galeria de acesso, uma carcaça de um um Fiat 500. Por conta disto, o local foi fechado definitivamente em 1996 pela Pontifícia Comissão de Arqueologia Sacra, que restaurou completamente a estrutura e publicou estudos sobre esta pequena catacumba. 

A estrutura é formada por uma câmara funerária com arcossólios à qual se chega através de uma galeria com 77 degraus (apesar do nome tradicional). Historiadores dataram a estrutura entre o final do século II e início do século III. 